# داني هال (لاعب كرة قاعدة)
داني هال (بالإنجليزية: Danny Hall)‏ هو لاعب كرة قاعدة أمريكي، ولد في 27 نوفمبر 1954.